# アヴゴレモノ
アヴゴレモノ（ギリシア語: αυγολέμονο, αβγολέμονο、ラテン文字表記：Avgolemono、egg-lemon sauceとも呼ばれる）は地中海料理の一種で、鶏卵と出汁、レモン汁を撹拌して作られるソースもしくはスープ。

## 呼称
アヴゴレモノは地中海諸国の他バルカン半島周辺の国家でも料理として頻繁に使用されており、各国で様々な呼び名を持つ。
アラビア語：タルビーヤ（tarbiya）もしくはベイダ・ビ・リムーネ（ beida bi-lemoune、レモンと卵のスープ）
トルコ語：テルビーイェ（terbiye）
セファルディムのユダヤ料理：アグリスターダ（agristada）もしくはサルサ・ブランコ（salsa blanco）
イタリア料理：バーニャ・ブルスカ（bagna brusca）、ブロデッタート（brodettato）、ブロード・ブルスコ（brodo brusco）

## ソース
ソースとして用いる際は、アーティチョークのような野菜や温かいドルマにかける、もしくはギリシア料理のセロリと豚肉の煮物やトルコ料理のキョフテ、シチューのような料理に対し卵とレモンで旨味を出す際に使用する。
中近東料理では、鶏肉や魚料理のソースとして用いる。
イタリアのユダヤ人コミュニティでは、パスタや肉料理のソースとして用いられている。

## スープ
アヴゴレモノをスープとして供する場合鶏肉の出汁をベースにすることが多いが、その他の肉（通常ラム肉）、魚肉、野菜の出汁も使用することがある。シチュー様のものから出汁に近いものまで多岐にわたる。出汁を取った肉や野菜を数かけらほど入れて供することもある。
典型的な調理例として出汁にまず米、リゾーニ、パスティーナ、タピオカなどを入れ、その後卵とレモンの混合汁を加える形で調理することが多い。
大斎の時期に出されるマギリッツァスープは、羊の臓物を使用したギリシアのアヴゴレモノとよく似ている。
スープは通常全卵を用いて作るが、卵黄のみで作る方法もある。全卵を使用する場合、卵白を卵黄と予め分離して撹拌する方法と、分離せずにレモンジュースと撹拌する方法の２つがある。パスタや米などのデンプン質は乳化の安定剤として用いられる。

## 歴史
アヴゴレモノの原型となる卵とレモンのソースはユダヤ料理に起源があると考えられる。アグリスターダ（Agristada）はレコンキスタを受けたアルハンブラからの追放以前はイベリア半島に住むユダヤ人によって作られており、ブドウとザクロの果汁もしくはビターオレンジの果汁を使うものの、ヴィネガーは使用しない方式であった。その後、酸味としてレモンが取り入れられたと考えられる。